# Грумело Кремнозе ед Унити
Грумело Кремнозе ед Унити (итал. Grumello Cremonese ed Uniti) је насеље у Италији у округу Кремона, региону Ломбардија.
Према процени из 2011. у насељу је живело 1447 становника. Насеље се налази на надморској висини од 52 м.

## Становништво
| 1931. | 1936. | 1951. | 1961. | 1971. | 1981. | 1991. | 2001. | 2011. |
| ----- | ----- | ----- | ----- | ----- | ----- | ----- | ----- | ----- |
| 3.665 | 3.624 | 3.652 | 3.025 | 2.305 | 2.063 | 1.907 | 1.910 | 1.873 |